# Communauté de communes des Deux Alpes
Die Communauté de communes des Deux Alpes war ein französischer Gemeindeverband im Département Isère in der Region Rhône-Alpes. Er war nach dem Wintersportort Les Deux Alpes benannt. Zum Jahreswechsel 2009/2010 wurde er aufgelöst und seine beiden Mitgliedsgemeinden traten der Communauté de communes de l’Oisans bei. Letzter Präsident war Pierre Balme.

## Ehemalige Mitgliedsgemeinden
- Mont-de-Lans
- Vénosc

Die Wahlberechtigten der beiden Mitgliedsgemeinden sind Teil des ehemaligen Wahlkreises Le Bourg-d′Oisans.